# Tabaksteuergesetz (Deutschland)
Das Tabaksteuergesetz regelt die Erhebung der Tabaksteuer in Deutschland.

## Besteuerung
Die Tabaksteuer ist von ihrer Steuerart her eine indirekte Bundessteuer und wird als Verbrauchsteuer angesehen. Besteuert werden Tabakwaren nach § 1 Abs. 1 Satz 1 TabStG, darunter fallen u. a. Zigarren, Zigaretten und Rauchtabak.

## Gesetz
Das Tabaksteuergesetz ist in acht Abschnitte unterteilt:
- Abschnitt 1 (§§ 1 bis 4) enthält die allgemeinen Bestimmungen, insbesondere die Steuergegenstände und den Steuertarif.
- Abschnitt 2 (§§ 5 bis 18) bestimmt, wann Tabakerzeugnisse vorübergehend nicht der Steuer unterliegen (Steueraussetzung) und regelt die Besteuerung.
- Abschnitt 3 (§§ 19 bis 21) betrifft die Einfuhr aus Drittländern (das heißt, nicht EU-Bezug).
- Abschnitt 4 (§§ 22 bis 23) regelt das Verbringen von Tabakwaren aus Staaten der EU, die sich dort im steuerrechtlich freien Verkehr befinden, also in diesen Ländern versteuert sind.
- Abschnitt 5 (§§ 24 bis 28) definiert das Beipackverbot und enthält Bestimmungen über die Verpackung und über den Verkaufspreis.
- Abschnitt 6 (§§ 30 bis 32) behandelt Steuervergünstigungen.
- Abschnitte 7 und 8 (§§ 33 bis 38) schließen das Gesetz ab, regeln verwaltungsinterne Fragen und Ordnungswidrigkeitentatbestände.

## Geschichte
Nachdem im Dreißigjährigen Krieg der Tabakgenuss in Deutschland in Mode gekommen war, wurde versucht, durch Verbote dem zu begegnen. Danach kam eine Phase der fiskalischen Nutzbarmachung von Rohtabak durch Staatsmonopole oder Luxussteuern.
1819 führte Preußen eine Gewichtsteuer auf Tabakblätter ein. Nach der Reichsgründung wurde 1879 eine Reichstabaksteuer in Form einer Gewichtsteuer fortgeführt.
Seit 1949 wird die ehemalige fortgeführte Reichssteuer als Bundessteuer weitergeführt.

## Europa
Die Tabaksteuer wurde in Europa von allen Staaten erhoben, wobei sich die Steuersätze und die Steuergrundlagen zum Teil erheblich unterschieden. Grundsätzlich wurde die Tabaksteuer innerhalb der Europäischen Union zum 1. Januar 1993 harmonisiert.

## Verwandte Bestimmungen
- Tabaksteuerverordnung – sie enthält Durchführungsbestimmungen zum Tabaksteuergesetz.
- Tabakerzeugnisgesetz – Regelungen zu Inhaltsstoffen, zum Handel und zur Werbung. Im Gegensatz zum Tabaksteuergesetz, bei dem das Bundesministerium der Finanzen zuständig ist, wird das Tabakerzeugnisgesetz vom Bundesministerium für Ernährung und Landwirtschaft verwaltet.
- Tabakerzeugnisverordnung – die Durchführungsbestimmung zum Tabakerzeugnisgesetz.